# 超大陆旋回

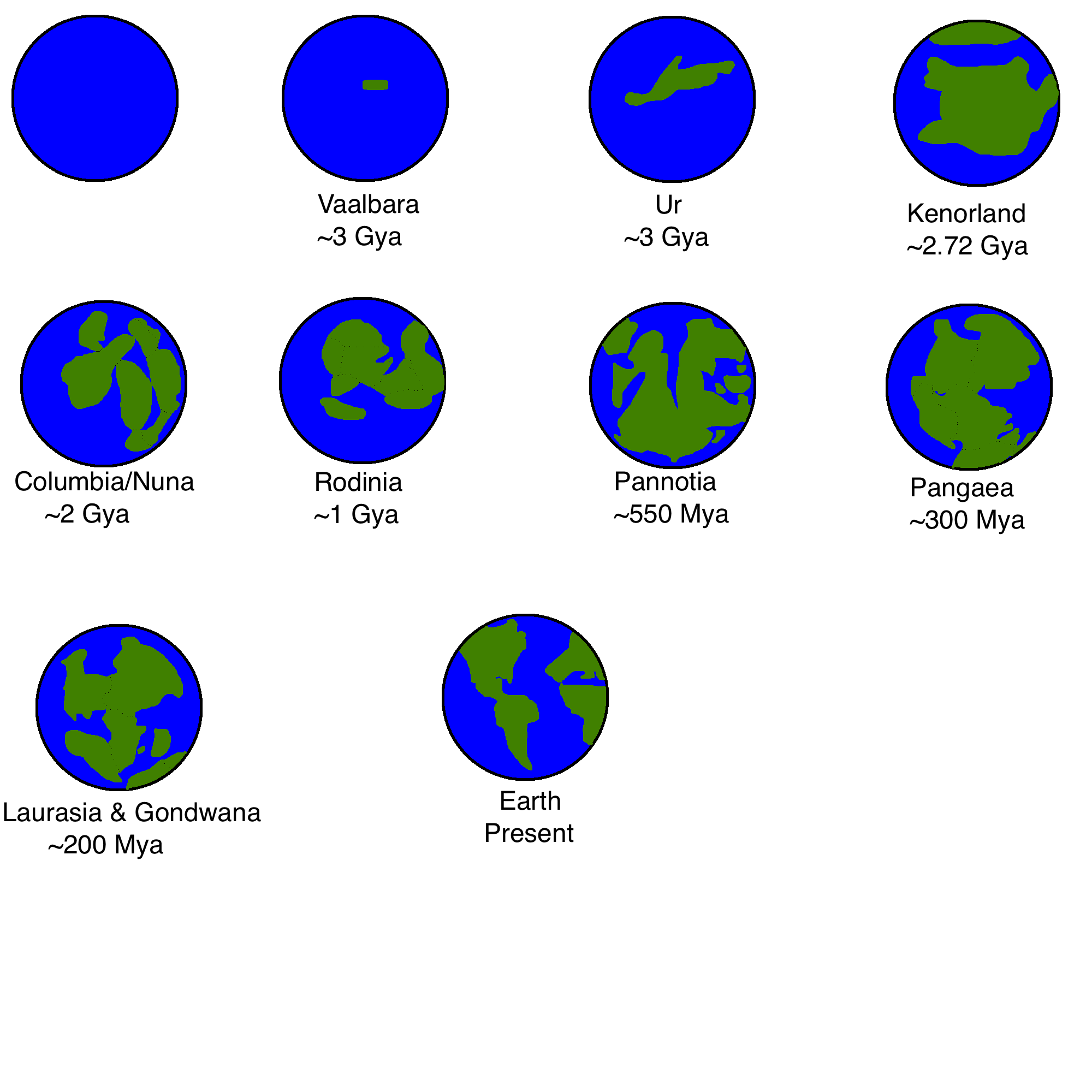
提議的一系列超大陸到現代的簡化表示

超大陆旋回（英語：Supercontinent cycle）描述的是地球的大陆地壳準周期性的聚合和分离。对于地球的大陆地壳的总量是增加、减少还是维持不变，有种种不同的观点，但是有一点是各家都认同的，即大陆地壳在持续不断地发生改组。大陆碰撞造成了数量更少但面积更大的大陆，而大陸漂移造成了数量更多但面积较小的大陆。距今最近的超大陆——盤古大陸——形成于3亿年前。在它之前的超大陆—潘諾西亞大陸，或叫岡瓦納大陸——形成于6亿年前，其分裂后形成的碎块最终碰撞形成了泛大陆。但在潘諾西亞之前，两次超大陆的时间间隔变得十分没有规律。例如，在冈瓦纳之前的超大陆羅迪尼亞大陸存在于约11亿年至7.5亿年前，距冈瓦纳的形成仅有1.5亿年。再往前的超大陆哥倫比亞大陸存在于约18亿年至15亿年前。再往前的超大陆叫凱諾蘭大陸，存在于约27亿至21亿年前。超大陆烏爾大陸存在于约30亿年前，而超大陆瓦巴拉大陸则存在于约38亿至36亿年前。总体来看，一次完整的超大陆旋回将历时3亿至5亿年。
超大陆旋回假说在某些方面是威爾遜循環的改进。威尔逊旋回是以板塊構造論的先驱約翰·圖佐·威爾遜的名字命名的、描述海盆周期性的扩张和闭合的假说。因为最老的洋底只有1.7亿年的历史，而大陆地壳上最老的部分已有40亿年或更多的历史，所以有必要对那些记录在大陆上的久远得多的行星的律动做出强调。

## 已知的史前超大陆
| 名称         | 时间（百万年前） | 地质时代           | 注解                                                                         |
| ------------ | ---------------- | ------------------ | ---------------------------------------------------------------------------- |
| 瓦巴拉大陆   | 3,636～2,803     | 始太古代～中太古代 | 也被定义是超陆核或仅是大陆                                                   |
| 乌尔大陆     | 2,803～2,408     | 中太古代～成铁纪   | 被形容为大陆或超大陆                                                         |
| 凯诺兰大陆   | 2,720～2,114     | 新太古代～层侵纪   | 也可分别定义为苏必略克拉通和斯卡拉维亚克拉通两组                             |
| 北极大陆     | 2,114～1,995     | 层侵纪～造山纪     | 有些定义不认为是超大陆                                                       |
| 大西洋大陆   | 1,991～1,124     | 造山纪～狭带纪     | 有些定义不认为是超大陆                                                       |
| 哥伦比亚大陆 | 1,820～1,350     | 造山纪～延展纪     | [ 4 ]                                                                        |
| 罗迪尼亚大陆 | 1,130～750       | 狭带纪～拉伸纪     | [ 4 ]                                                                        |
| 潘诺西亚大陆 | 633～573         | 埃迪卡拉纪         | [ 4 ]                                                                        |
| 冈瓦纳大陆   | 550～175         | 埃迪卡拉纪～侏罗纪 | 从石炭纪开始成为盘古大陆的一部分，之后在侏罗纪早期分开，并不总被认为是超大陆 |
| 盘古大陆     | 336～175         | 石炭纪～侏罗纪     |                                                                              |

## 對海平面的影響

具有現代大陸輪廓的盤古大陸地圖

- 现已知道，在第一级周期的层面上，当大陆聚合时，海平面较低，而当大陆分离时，海平面较高。因此，在泛大陆形成（二叠纪）和大冈瓦纳形成（晚新元古代）的时候，海平面较低，而当它们分裂时（前者在白垩纪，后者在奥陶纪），海平面就快速上升。
- 一级海平面是由洋底的年龄控制的。洋壳所处的深度({\displaystyle d})与它的年龄({\displaystyle t})呈简单的函数关系：

{\displaystyle d(t)=2500+(350t^{\frac {1}{2}})}
式中，{\displaystyle d}的单位是米(m)，而{\displaystyle t}的单位是百万年(ma)。因此，中洋脊处刚形成的洋壳处于大约2500 m深的地方，而年龄为1亿年的老洋壳则处于大约6000 m深的深度。
就像浴缸中的水位会随入浴者的身材大小不同而不同一样，海平面是由洋底的深度控制的（在此忽略了由冰川冰和温室效应引发的复杂因素）。洋底深度和海平面也因而有如下的关系：
若地球上水的质量({\displaystyle M})是一个等于{\displaystyle K_{1}}的常数，那么
K1 = M(海水) + M(淡水) + M(冰川) + M(大气水)
我们可以忽略M(淡水) + M(大气水)，则
K1 = M(海水) + M(冰川)
对于一个无冰的地球来说：
V(海水) = K1/(海水的平均密度)
又有V(海水)=A·d，其中V(海水) 是充填在洋盆中的水体体积，等于{\displaystyle }，其中{\displaystyle A}是洋盆的面积，{\displaystyle d}是洋盆的平均深度。{\displaystyle d}由洋底的平均年龄决定。
{\displaystyle A}在大陆分裂或大陆碰撞时会发生改变，前一情况下大陆被拉伸，使{\displaystyle A}减少并使海平面上升，后一情况下大陆被压缩，使{\displaystyle A}增加，海平面下降）。海平面上升之后，海水会淹没大陆，而海平面下降则使大陆架暴露出水。
因为大陆架的坡度很缓，海平面很小的上升就可以导致大陆有相当大比例的部分被淹没。
如果全球大洋平均来说比较年轻，那么洋底会相对较浅，因此海平面会较高。如果全球大洋平均较老，那么洋底会相对较深，因此海平面会较低，而使大陆的更多部分露出海面。
因此，在超大陆旋回和洋底的平均年龄之间，有一个相对简单的联系：
- 超大陆 = 大面积的古老洋底 = 低海平面
- 分离的大陆 = 大面积的年轻洋底 = 高海平面

超大陆旋回的气候效应则进一步加大了这种差距：
- 超大陆 = 大陆性气候为主 = 大陆冰期较易出现 = 更低的海平面
- 分离的大陆 = 海洋性气候为主 = 大陆冰期不易出现 = 海平面不会因此机制而降低

## 與全球構造的關係
随着超大陆旋回的进行，构造期也发生更替。
在超大陆的解体期间，张裂环境的面积最大。之后，一部分张裂环境转为被动边缘环境，与此同时，洋底继续扩张，大洋增生。接着，碰撞环境开始不断发展，随着时间的推移，越来越占据主导地位。最先的碰撞发生于大陆和岛弧之间，但最终会导致大陆-大陆碰撞。在古生代超大陆旋回中已经观察到了这一过程，在中生代-新生代超大陆旋回中，这一过程还在进行，正在人们的观察之中。

## 與氣候的關係
全球气候有两种类型：冰室(Icehouse)和温室(Greenhouse)。
冰室以频繁的大陆冰期和严酷的沙漠环境为特征。我们现在正处于一个向温室演化的冰室阶段。温室则以温暖的气候为标志。这二者都可以对超大陆旋回有所反映。
- 冰室气候
  - 大陆会聚
  - 由于洋壳缺乏增生，海平面下降
  - 气候变冷干
  - 伴随有文石海（英语：Aragonite sea）
  - 形成超大陸
- 温室气候
  - 大陆分离
  - 海平面升高
  - 海底扩张大规模进行
  - 大洋裂谷区产生较大量的二氧化碳
  - 气候变暖湿
  - 伴随有方解石海（英语：Calcite sea）

冰室气候的时期：新元古代的大部，晚古生代，晚新生代
温室气候的时期：早古生代，中生代-早新生代

## 与生物进化的关系
进化的根本机制是多样性种群中的自然选择。生物多样性是隔离的结果。当大陆会聚时（一个大洋，一个大陆），隔离的程度较轻，生物的多样化程度也较轻。从晚新元古代到早古生代，当后生动物的爆炸式进化发生时，大冈瓦纳的解体造成了海洋环境的隔离。大陆和海洋的南北向排列导致了比东西向排列多得多的隔离和多样性。由此形成了被水面或陆地隔开的、与不同的气候带相融合的生物区，区与区之间还有南北向的生物联系通道。假若同样的大陆和洋盆在形成的时候是东西向排列的，那么就会导致少得多的隔离、生物多样化和较慢的进化。在新生代，由于洋盆和大陆的南北向排列，同样出现了最大程度的隔离。
以科的数目衡量的生物多样性的变化周期，和超大陆旋回有很好的吻合。